# Jongen met pijp
Jongen met pijp (Frans: Garçon à la pipe) is een olieverfschilderij op canvas van Pablo Picasso. Picasso voltooide het schilderij in 1905, op 24-jarige leeftijd. Op 5 mei 2004 werd het schilderij door veilinghuis Sotheby's voor $104.168.000 verkocht. De koper maakte zichzelf niet bekend.